# 鞍子镇
鞍子镇，是中华人民共和国重庆市彭水苗族土家族自治县下辖的一个乡镇级行政单位。

## 行政区划
鞍子镇下辖以下地区：
鞍子村、大池村、大林村、冯家村、新式村、何家村、金山村、干田村和红星村。